# بیکتور آوندانیو
بیکتور آوندانیو (انگلیسی: Víctor Avendaño; ۵ ژوئن ۱۹۰۷ – ۱ ژوئیهٔ ۱۹۸۴) بوکسور اهل آرژانتین بود.